# 晋阳起兵
晉陽起兵，又名太原起兵、太原起事，是隋朝太原郡（治所在晋阳县，隋炀帝建有晋阳宫）留守、唐国公李渊在大业十三年（617年）起兵夺取长安，为次年建立唐朝奠定基础的事件。

## 过程
大业十三年（617年），李渊被任命为太原通守，郡丞、虎贲郎将王威、虎牙郎将高君雅为副，负责围剿上党的历山飞、甄翟儿等叛军，并在雀鼠谷之战中大破之。当时因隋炀帝三征高句丽，民乱纷起，在江都的隋炀帝已无力控制全国。二月，马邑校尉刘武周杀死太守王仁恭，夺取了汾阳宫（在今山西省宁武县西南管涔山上）的兵器甲胄，举兵反隋，自称天子。
受此威胁，李渊获得隋炀帝派來监视他的王威、高君雅支持，命次子李世民与晋阳令刘文静及门客长孙顺德、刘弘基等人招募兵马，又暗中派人去河东蒲州召回世子李建成及四子李元吉。不久，兵马大集于兴国寺，王威、高君雅大为不安，疑惧李渊要反，就请李渊到晋祠祈雨，准备除掉他。晋阳乡长刘世龙与高君雅交好，得知两人欲对李渊不利，就密告李渊，李渊于是暗中防备。
五月十四日癸亥夜，李渊派遣长孙顺德、赵文恪等人率兴国寺所聚集的兵马五百人，埋伏在晋阳宫城东门之左。次日早，李渊召集王威、高君雅等文武官僚于晋阳宫，开阳府司马刘政会上庭指控高君雅、王威等与北虏私通，引突厥南寇。李渊让王威等二人取状看之，刘政会不肯交与，言：“所告发的是副留守之事，只有唐公才得看之。”李渊假意惊讶：“岂有是乎！”取过状子观看后，对王威等道：“此人所揭发的事，你们怎么看？”高君雅怒骂道：“此人才是反贼，想要杀我等！”晋阳县令刘文静立即呼叫军士，将王威、高君雅绑住囚禁于监狱。
两日后，突厥数万骑入寇太原，李渊下令大开城门，以疑惑突厥，又令贼帅王康达和志节府鹰扬郎将杨毛等率其所部千余人，暗中在北门设伏。告诫道：“待突厥过尽，抄其马群，拟充军用。”然而突厥兵马太多，从早上到中午一直不停穿过城中。王康达以为过尽，出兵掠夺其后的马匹。被前后夹击，逼到汾河边，最终坠河而死，只有杨毛等一二百人游上岸。兵败后，城中兵马已无几，军民危惧不已，极为恼恨王威、高君雅，认为他们招来了突厥。在突厥兵威下，李渊无力抵抗，只好示弱。两日后，突厥退兵。
六月初，李建成等人到达晋阳。五日，李渊派大郎李建成、二郎李世民攻打西河郡（今汾阳），西河郡丞高德儒固守，郡司法书佐朱知瑾等人投降，引军入城，高德儒被杀。往还九日，西河遂定。得此次胜利鼓舞，裴寂、刘文静等劝李渊起兵，并向突厥借兵。
十四日，李渊组建大将军府，自为大将军，任命裴寂为长史，刘文静为司马，唐俭和前长安尉温大雅为记室，温大雅仍和他弟弟温大有共同掌管机密，任命武士彟为铠曹参军，刘政会和武城人崔善为、太原人张道源为户曹参军，晋阳长上邽人姜謩为司功参军，太谷长殷开山为府掾，刘政会为府属，以及权弘寿、卢阶、田德平参佐等官。将招募来的兵马分为左右三军，世子李建成封陇西公、左领大都督，统领左三军；次子李世民为燉煌公、右领大都督，统领右三军；李元吉为姑臧公，领中军。长孙顺德、鹰扬郎将王长谐、姜宝谊、刘弘基、窦琮、李高迁、杨毛、阳屯、魏进等人分别为左右统军、副统军。柴绍为右领军府长史。十八日，突厥始毕可汗派其柱国康鞘利、级失、热寒、特勤、达官等，送马千匹来太原进行互市，并答应借兵给李渊。李渊派刘文静随康鞘利回突厥汗帐，联络借兵事宜。
七月四日，李渊以第四子李元吉为太原太守，留守晋阳宫。五日，李渊树立白旗，以王威、高君雅祭旗，誓军于野，发布檄文，统帅甲士三万人，号称义军，正式起兵。
十七日，大将张纶等下离石郡（今吕梁市离石区），隋太守杨子崇为乱兵所杀。八月三日，唐军攻克霍邑（今霍州市），斩杀隋将宋老生。八日，下临汾郡（晋州）及绛郡（今新绛）。十五日，突厥始毕可汗遣康稍利率兵五百人、马二千匹，随刘文静至龙门县（今山西河津），帮助唐军。九月七日，张纶下龙泉、文城等郡，捉获文城太守莘国公郑元璹。八日，冯翊太守萧造投降。十日，唐军包围河东郡（今山西永济），隋大将屈突通闭门自守。十二日，李渊率军从龙门渡过黄河，驻军朝邑长春宫（在今大荔县朝邑镇北寨子村，大荔县即同州），开永丰仓赈济百姓。十八日，遣世子陇西公李建成将司马刘文静、统军王长谐、姜宝谊、窦琮诸军数万人，屯永丰仓（今潼关县港口镇西村附近），守潼关。遣敦煌公李世民率统军刘弘基、长孙顺德、杨毛等诸军数万人，往高陵道，定泾阳、云阳、武功、盩厔、鄠县诸县等，与李渊从弟赵兴公李神通、女李三娘会师。经过两月多月的攻略，唐军占领京城长安周围城池。
十月四日，唐军二十余万包围京师。十四日，李建成负责京城东面、南面，李世民负责西面、北面，分兵攻打。十一月九日，唐军在景风门东面，军头雷永吉等先登而入，守城隋军崩溃，唐军攻克京城大兴。之后以代王杨侑为皇帝，尊隋炀帝为太上皇，李渊自为大丞相、唐王。次年三月，隋炀帝在江都被宇文化及所杀，五月，李渊废黜杨侑，称帝，改国号唐，隋朝灭亡，唐朝建立。

## 主要功臣
晋阳起兵功臣
| - 李世民 - 裴寂 - 刘文静 | - 长孙顺德 - 刘弘基 - 窦琮 - 柴绍 - 唐俭 - 殷开山 - 刘世龙 | - 刘政会 - 赵文恪 - 武士彠 - 张平高 - 李思行 - 李高迁 - 许世绪 |

太原佐命恕死第一等功臣
- 李世民、裴寂、刘文静：特恕二死
- 长孙顺德、刘弘基、窦琮、柴绍、唐俭、殷开山、刘世龙、刘政会、赵文恪、武士镬、张平高、李思行、李高迁、许世绪等十四人，约免一死。

永安起兵功臣
- 长孙顺德、刘弘基、窦琮、柴绍、唐俭、许世绪、武士彠、崔善为、刘文静、甄立言